# London Love
London Love (Brasil: A Costureira Louca ) é um filme mudo britânico de 1926, do gênero drama, dirigido por Manning Haynes e estrelado por Fay Compton, John Stuart e Miles Mander. Foi uma adaptação do romance Whirlpool, de Arthur Applin. Uma jovem mulher torna-se estrela de cinema a fim de arrecadar dinheiro suficiente para pagar a defesa em um julgamento por assassinato do seu namorado.

## Elenco
- Fay Compton - Sally Hope
- John Stuart - Harry Raymond
- Miles Mander - Sir James Daring
- Moore Marriott - Aaron Levinsky
- A.B. Imeson - Henry Worlock
- Humberston Wright - Sir Philip Brown
- Leal Douglas - Sra. Hope
- Arthur Walcott - Bersault
- Grace Vicat - Sra. James
- Laura Walker - Anna